# ウルフ・オリンズ
ウルフ・オリンズ (Wolff Olins) は、イギリス・ロンドンに本社を置く（ニューヨークなどにも拠点）、製品・企業ブランディング企業。オムニコムグループ。
1965年設立。日本では2001年9月に広告代理店の博報堂と提携開始した。

## 作品

### CI
- BTグループ（2003年）[2]
- 東京メトロ（2004年）[3]
- ユニリーバ（2004年）[2]
- 東北大学（2005年）[4]
- AOL（2009年）[5]
- DeNA（2013年）[6]

### オリンピックのブランディング
- 2004年アテネオリンピック[2]
- 2012年ロンドンオリンピック[7]